# قسم مشهد ميقان الريفي (مقاطعة أراك)
قسم مشهد میقان الريفي (بالفارسية: دهستان مشهد میقان) هي قسم تقع في إيران في قسم. يقدر عدد سكانها بـ 8,830 نسمة .